# Igrzyska Małych Państw Europy 2003
10. Igrzyska Małych Państw Europy - jubileuszowa dziesiąta edycja igrzysk małych krajów została zorganizowana na Malcie. Impreza odbyła się między 2 a 7 czerwca 2003 roku. W igrzyskach wystartowało 765 sportowców. Otwarcia zawodów dokonał ówczesny prezydent Malty Guido de Marco. Były to drugie w historii zawody tej rangi, które odbyły się na Malcie.  

## Klasyfikacja medalowa
| Klasyfikacja medalowa | Klasyfikacja medalowa | Klasyfikacja medalowa | Klasyfikacja medalowa | Klasyfikacja medalowa | Klasyfikacja medalowa |
| --------------------- | --------------------- | --------------------- | --------------------- | --------------------- | --------------------- |
| Pozycja               | Kraj                  | Złoto                 | Srebro                | Brąz                  | Suma                  |
| 1                     | Cypr                  | 34                    | 20                    | 27                    | 81                    |
| 2                     | Luksemburg            | 21                    | 17                    | 15                    | 53                    |
| 3                     | Islandia              | 20                    | 24                    | 23                    | 67                    |
| 4                     | Malta                 | 11                    | 18                    | 15                    | 44                    |
| 5                     | Monako                | 7                     | 7                     | 10                    | 24                    |
| 6                     | San Marino            | 6                     | 10                    | 9                     | 25                    |
| 7                     | Andora                | 4                     | 6                     | 8                     | 18                    |
| 8                     | Liechtenstein         | 2                     | 1                     | 2                     | 5                     |